# ОШ „Коста Војиновић” Подујево
Основна школа „Коста Војиновић”, налази се у месту Подујево на Космету. Основана је 1921. године, под овим именом регистрована 1994. и од 1999. привремено измештена у Куршумлију.

## Историја
Школа је основана решењем СО Подујево, бр. 14-13 од 18. маја 1994. године и уписана у судски регистар код Окружног привредног суда у Приштини, решењем бр. ФИ 389/94. од 8. фебруара 1994. године, ради основног образовања и васпитања деце у осмогодишњем трајању на територији града.
Седиште школе налазило се у Подујеву у улици Светосавска бб, а од школске 1999/2000. измештено је и налази се у улици Топличка 14 у Куршумлији.
У Подујеву је прва основна школа формирана 22. новембра 1921. године, а радила је у приватној кући. Зграда школе сазидана је 1931. године у центру Подујева, а радила је са малим прекидима. Током Другог светског рата била је четвороразредна, а њени ђаци често су мењали просторије.
Након завршетка Другог светског рата, радила је под именом Основна школа „Братство-Јединство” до 1990. године, када добија садашњи назив „Коста Војиновић”. Одлуком Министарства просвете Републике Србије, од школске 1999/2000. године, школа је привремено измештена у Куршумлију.